# Bathyaulax andrewi
Bathyaulax andrewi (лат.) — вид паразитических наездников рода Bathyaulax из семейства Braconidae. Назван в честь энтомолога Andrew Polaszek.

## Распространение
Встречается в Африке (Кения).

## Описание
Бракониды среднего размера, длина тела около 1 см (тело 13 мм, переднее крыло 12 мм, яйцеклад 7 мм). Усики тонкие, нитевидные. От близких родов отличается следующими признаками: 2-й тергит с переднемедиальным треугольником нечетко очерченным и/или не приподнятым, но тонко-полосатым, как целые срединные поля 2-го и 3-го тергитов. Усиковые щетинки белые. Яйцеклад короткий, менее чем в 1,2 раза превышает длину брюшка. Основная окраска жёлтая, кроме чёрных вершин мандибул и яйцеклада. Усики коричневые. Предположительно, как и близкие виды, паразитоиды личинок древесных жуков. Вид был впервые описан в 2007 году энтомологами Austin Kaartinen (University of Helsinki, Финляндия) и Donald Quicke (Chulalongkorn University, Бангкок, Таиланд).